# Limburg (belgisk provins)
 For alternative betydninger, se Limburg. (Se også artikler, som begynder med Limburg)
Limburg er en af de 10 belgiske provinser. Den ligger i regionen Flandern og har 900.098 indbyggere (1.1.2024). Arealet er på 2.422 km². Hovedbyen hedder Hasselt.

## Beliggenhed
Limburg er den østligste og mindste flamske provins. Floden Maas er grænsen mod øst, på den anden bred ligger den nederlandske provins Limburg med Maastricht. Begge provinser udgjorde under Kongeriget Nederlandene mellem 1815 og 1839 en enhed. Der er stadig meget tætte bånd mellem de to provinser, hvilket bl.a. skyldes, at Maas oprindeligt var en flod, der forbandt i stedet for adskilte. Således tales samme dialekt på begge sider af Maas. I syd ligger den gamle romerske by Tongeren (Atuatuca Tungrorum), den ældste belgiske by. Mod nord har Limburg fælles grænse med den nederlandske provins Noord-Brabant, mod vest med de flamske provinser Antwerpen og Flamsk-Brabant og mod syd med den vallonske provins Liège. Albertkanalen, der forbinder industribyen Liège med havnen i Antwerpen, går tværs igennem Limburg.

## Geografi
Limburg består af en nordlig, flad del med sandjord og hede (Kempen), og et sydligt, lidt bølgende område med god landbrugsjord og frugtavl (Haspengouw, fransk Hesbaye), der var blevet koloniseret af romerne.
Limburg er i vesteuropæisk sammenhæng et forholdsvis landligt område med mindre byer og mange små og mellemstore virksomheder. Kulminerne satte skub i industrialiseringen i perioden efter 1. verdenskrig. De blev nedlagt i slutningen af 1980erne.

## Historie
Spor fra tidlige kulturer. Romersk kolonisering, lige før vores tidsregning, efter hård modstand fra den lokale galliske stamme Eburonerne og deres konge Ambiorix. Senere, i det 4. århundrede, germanisering og sproggrænse med de sydlige romansktalende områder. Kernområde i Karl den Stores rige i 800-tallet. Senere, efter opdelingen af Karls rige, del af det Tyske rige, som selv faldt fra hinanden i mange grevskaber og hertugdømmer. Det nuværende Limburg svarer således til det middelalderlige grevskab Loon. Det blev dog del af Fyrstbispedømmet Liège i 1366, og skulle forblive det indtil 1794, da franske tropper besatte de sydnederlandske områder og annekterede dem.
Limburg, blev sammen med den nuværende nederlandske provins med samme navn, lagt sammen til eet administrativt område af Napoleon 1. af Frankrig. Området fik tildet navnet Département de Meuse-Inférieure. Efter Slaget ved Waterloo og oprettelsen af Kongeriget Nederlandene besluttede kong Willem 1. skulle få navnet Limburg efter det gamle hertugdømme Limbourg, hvis hovedby Limbourg ligger mellem Liège og Aachen. Da Belgien løsrev sig i 1830 valgte Limburg den belgiske side. Uafhængigheden blev først anerkendt af Willem 1. nogle år senere under betingelsen af, at han fik den østlige del af Limburg og Luxembourg. I 1839 blev Limburg splittet. Grænsen har siden været Maas-floden, undtagen i Maastricht, hvis gamle kerne ligger vest for Maas-floden.

## Sprog
Limburg tilhører den flamske, altså nederlandsktalende del af Belgien. Nærheden til Tyskland gør, at dialekten er en gradvis overgang til rhinlandsk-tysk. Fx siges der "ich" i stedet for nederlandsk "ik" (jeg) og "mich" i stedet for nederlandsk "mij" (mig). Det skyldes, at grænsen mellem nederlandsk og tysk i middelalderen var en gradvis overgang. Således flyttede digtern Hendrik van Veldeke/Heinrich van Veldeke (1128-90) fra Hasselt over Maastricht til kejserhoffet i Tyskland, hvor han blev een af de vigtigste repræsentanter for den høviske digtkunst.